# علم الأحياء النسوية
علم الأحياء النسوي هو نهج في علم الأحياء يهتم بتأثير القيم الجنسانية، وإزالة التحيز بين الجنسين، وفهم الدور العام للقيم الاجتماعية في البحوث والممارسات البيولوجية. تأسست البيولوجيا النسوية على يد الدكتورة روث بليير من جامعة ويسكونسن ماديسون (التي ألفت عمل 1984 بعنوان" العلم والجنس: نقد للبيولوجيا ونظرياتها حول المرأة" وألهمت زمالة الجامعة في علم الأحياء النسوي). ويهدف إلى تعزيز علم الأحياء من خلال دمج النقد النسوي في أمور تتراوح من آليات بيولوجيا الخلية واختيار الجنس إلى تقييم الفرق بين الجنس والجندر. يتم تعريف المجال على نطاق واسع ويتعلق بالفلسفات الكامنة وراء كل من الممارسة البيولوجية والنسوية.هذه الاعتبارات تجعل البيولوجيا النسوية مُختلفٌ عليها  ومتناقضة مع نفسها ،خاصة عندما يتعلق الأمر بالمسائل الحتمية الأحيائية، حيث تكون مصطلحات الجنس الوصفية للذكور والإناث محصورة في جوهرها، أو ما بعد الحداثة المتطرفة، حيث يُنظر إلى الجسد على أنه بناء اجتماعي. على الرغم من الآراء التي تتراوح من الحتمية إلى ما بعد الحداثة ، إلا أن علماء الأحياء والنسويين وعلماء الأحياء النسويين من مختلف التسميات على حد سواء قد قدموا ادعاءات حول فائدة تطبيق مذهب (الأيديولوجية) النسوية على الممارسات والإجراءات البيولوجية.

## مساهمات
قدمت دونا هارواي، عالمة الأحياء وعالمة الرئيسيات من جامعة كاليفورنيا ، انتقادات متحيزة للذكور في عام 1989 فيما يتعلق بدراسة التطور البشري والثقافة من خلال علم الحيوانات الرئيسيات من خلال الإشارة إلى نقص بارز في التركيز على إناث الرئيسيات. ساهمت هارواي في اكتشاف كبير للسلوكيات في مجموعات الرئيسيات فيما يتعلق باختيار الشريك، والتفاعلات بين الإناث والأنثى المستمدة من مراقبة إناث الرئيسيات، مستشهدة بالتأثيرات النسوية أثناء دراستها لإناث الرئيسيات بجدارة.
وبالمثل، فقد انتقد علماء بيولوجيا الخلية النسوية في مجموعة دراسة البيولوجيا والنوع الاجتماعي المركزي الذكوري في دراسة السلوك بين الجنسين و "بدأوا في النظر إلى النقد النسوي كما لو كانوا (هم) سيفعلون أي سيطرة تجريبية". يستشهدون بالاتجاه العام للوصف البيولوجي النشط المرتبط بمشيج الحيوانات المنوية والوصف الغير فعال للبويضة، مقارنة مثل هذا الوصف ببطل يواجه العديد من التحديات قبل أن يجد منزله النسائي الغير متحرك، انتقدت المجموعة الأسلوب الذي تستخدمه القراءات البيولوجية والكتب المدرسية ، مشيرة إلى أن السمات الأكثر نشاطًا والمرتبطة بالمخاطرة للبويضة (مثل بقائها من عجز مليوني بويضة) يتم استبعادها من أجل سرد النمط.
تقوم ان فاوستو ستيرلينغ، أستاذة علم الأحياء ودراسات الجندر في جامعة براون، بتقييم مدى تعقيد تعريف الجنس من خلال عدسة ديكوتومية في مجموعة متنوعة من أعمالها مثل ممارسة الجنس مع الجسد: سياسة النوع الاجتماعي وبناء الحياة الجنسية وكذلك في مقال كتبتها بعنوان "الأجناس الخمسة: لماذا لا يكفي الذكر والأنثى". تتناول وجود الأفراد ثنائيي الجنس والافتقار إلى الاعتراف بحالة وجودهم في سياق عالم محدد من الجنسين، حتى إن لم يكن على وجه الخصوص، من قبل المتخصصين الطبيين والجراحين الذين يفهمون تشريح ثنائي الجنس إلى نقطة تمكنهم التغير جراحيًا إلى أحد الجنسين. وتقول: "من المفارقات أن المعرفة الأكثر تطورًا لتعقيد الأنظمة الجنسية قد أدت إلى قمع هذا التعقيد." تواصل فاوستو ستيرلنج من خلال الدعوة إلى إعادة تقييم ما يعتبر تدخلًا طبيًا عاجلاً في ضوء التأثير الذي يعتقد أن وصمة العار الاجتماعية قد تسببت في الإجراءات الطبية والتي بدورها يمكن أن تساعد في فتح الاتجاهات المحتملة التي يمكن أن يتخذها العلم.

## الحافز
تتنوع دوافع مناصرة الأحياء النسوية. أحد الدوافع الأكثر شيوعًا هو تحدي التحيزات بين الجنسين الناشئة عن العلم، من خلال تمييز حقيقة علمية أكثر موضوعية من الممارسات المتأثرة ثقافيًا. يجادل العديد من الأفراد بأن ظهور العلم الحديث وتطوره ينطوي على هيمنة عالم أنثوي وإقصاء المرأة. الاختزالية ، على سبيل المثال ، هي وجهة نظر مفادها أن جميع الأمور في الكون مرتبة بشكل هرمي ، وأن السببية تحدث فقط في المستويات الدنيا من هذا التسلسل الهرمي. يوجد رابط وثيق بين علم الآلية الاختزالية والحتمية البيولوجية ، مما يساهم في الحجة القائلة بأن الأسباب البيولوجية هي الأسباب الوحيدة ، أو السبب الأكثر أهمية للسلوك "الأنثوي". يرجع هذا الارتباط إلى الافتراض الاختزالي بأن السببية تعمل في اتجاه تصاعدي من المستويات الأدنى من التنظيم إلى المستويات الأعلى من التنظيم. يركز العديد من علماء الأحياء النسويين على تبديد مثل هذه التحيزات البغيضة التي قبلتها الشخصيات المؤثرة على أنها صحيحة علميًا.

## الجدل
هناك جدل مستمر حول إذا كان يجب دمج النقد النسوي في العلوم، وخاصة علم الأحياء.يجادل البعض[تلاعب بالألفاظ] بأن البيولوجيا النسوية هي شكل من أشكال تسييس العلم، مما يدعو إلى التشكيك في شرعية البيولوجيا النسوية تمامًا.على مستوى آخر، هناك جدل داخل المجتمع النسوي حول كيفية التعامل مع الاختلافات البيولوجية بين الجنسين. يفسر البعض أهمية قبول الاختلافات البيولوجية بين الجنسين للوصول إلى المساواة بين الجنسين ، بينما يؤكد آخرون أن الاختلافات بين الجنسين يتم التأكيد عليها بشكل مفرط في المجتمع، مما يساهم في الصور النمطية للجنسين. يقدم أفراد مثل كارلا فير نقدًا بناءً لمستقبل الفلسفة النسوية في مجال علم الأحياء؛ تقترح على علماء الأحياء النسويين النظر في أسئلة جديدة تتعلق بموضوعات مثل البحث في علم الجينوم فيما يتعلق بالجنس.